# Stiftisches Gymnasium Düren
Das Stiftische Gymnasium Düren (umgangssprachlich auch Stift) ist ein Gymnasium in Düren, Nordrhein-Westfalen und wird derzeit von 949 Schülerinnen und Schülern besucht.

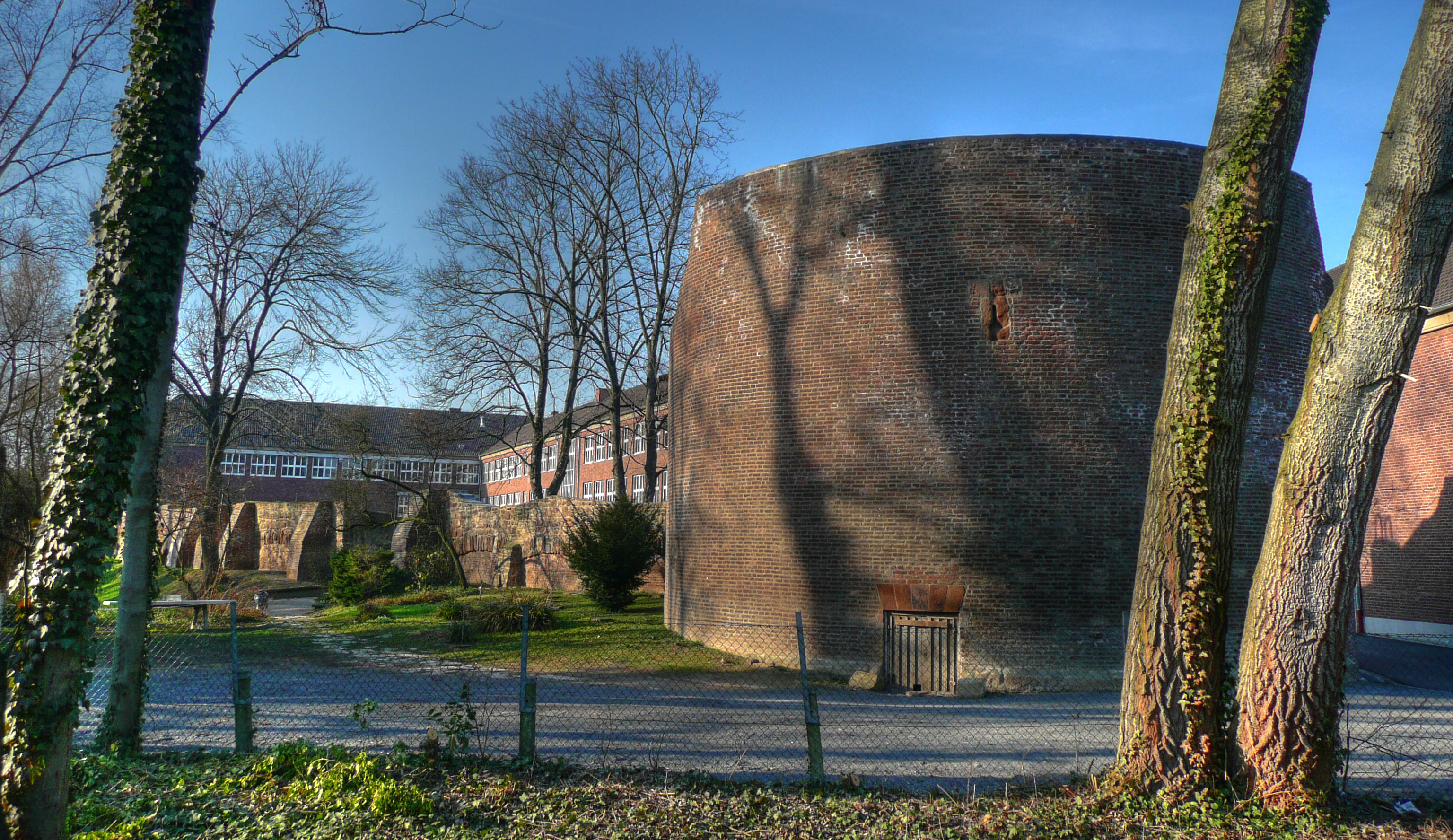
Der Dicke Turm, Wahrzeichen des Stiftischen Gymnasiums, Reste der Dürener Stadtmauer und Schulgebäude

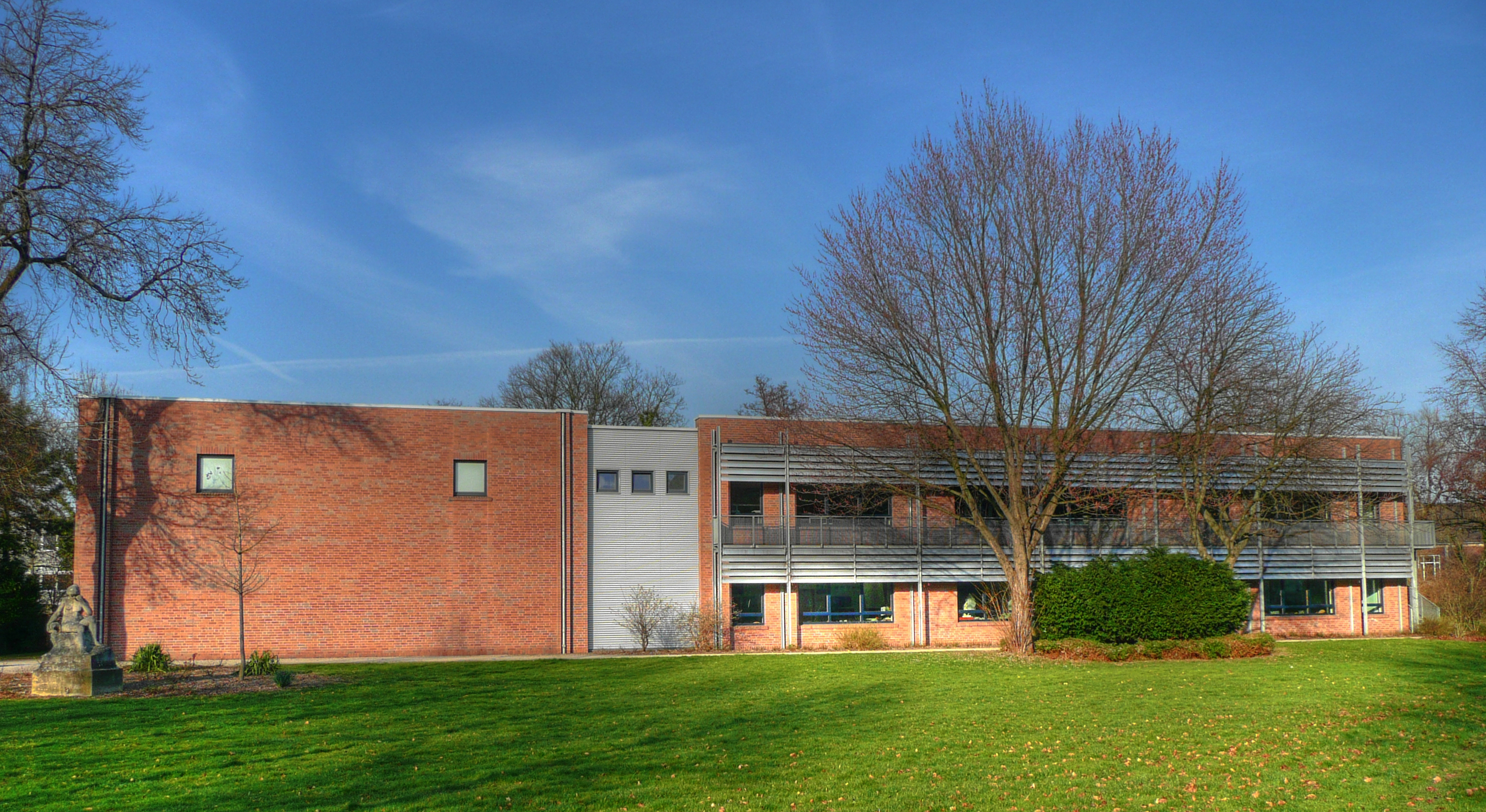
Erweiterungsbau des Stiftischen Gymnasiums

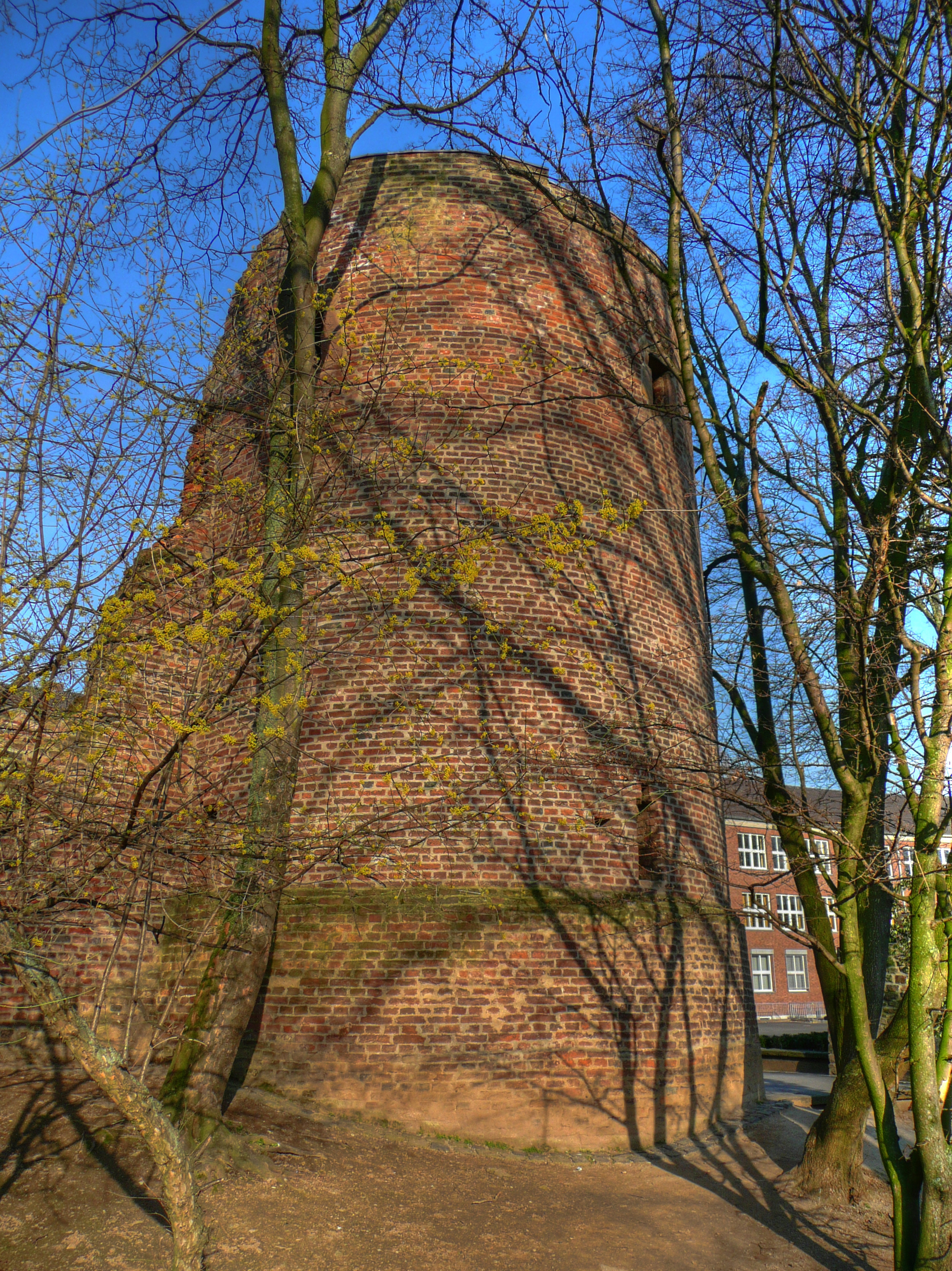
Der Grönjansturm auf dem Gelände des Stiftischen Gymnasiums

## Geschichte
Als frühester möglicher Hinweis auf eine in Düren existierende Lateinschule kann bisher nur die Notiz in einer Kellnereirechnung des Jahres 1513 interpretiert werden. Dort ist davon die Rede, dass der Herzog von Jülich bei einem Besuch Dürens in Begleitung des Herzogs von Mecklenburg Schülern als Belohnung (wohl für die Aufführung eines Theaterstücks o. dgl.) eine Mark „Spielgeld“ gegeben habe. Als Schulmeister in der ersten Hälfte des 16. Jahrhunderts wird in den Quellen mehrfach ein Meister Konrad Tigemann, wohl aus Minden stammend, erwähnt.
Im Jahre 1543 zerstörte ein Brand die Stadt Düren fast völlig und damit auch fast alle verfügbaren Dokumente über das Stiftische Gymnasium. Auch das alte Schulgebäude, an der Ecke Annaplatz und Höfchen, wurde in Mitleidenschaft gezogen, jedoch in den folgenden zwei Jahren sogleich wiederhergestellt bzw. neu aufgebaut. 1552 wirkte Paulus Winter genannt Chimarrhaeus (1513–1563), ein Freund des Düsseldorfer Rektors Johannes Monheim (1509–1564), an der Schule. Ein tiefgreifender Einschnitt vollzog sich dann 1636, als die Schule in den Besitz der Jesuiten überging. Über diese Zeit ist weiter nichts bekannt. 1773 wurde der Jesuitenorden von Papst Clemens XIV. verboten, ein Jahr später wurde das Jesuitenkolleg in Düren aufgelöst. Als „Exjesuiten“ führten die Ordensbrüder die Schule weiter.
Nach der französischen Revolution eroberten die Franzosen das westliche Rheinland, und die Köln-Aachener Region wurde zuerst in die französische Republik und dann in das französische Kaiserreich unter Napoleon I. eingegliedert.
Nach dem Wiener Kongress 1815 wurde das westliche Rheinland den Preußen zugeschlagen. Damit veränderte sich auch das Stiftische Gymnasium. Am 13. November 1826 wurde der Lehranstalt das Prädikat zugebilligt, „zur Universität zu entlassen“. Im Jahre 1827 zog die Schule aus dem Gebäude am Annaplatz in das 1721 von den Kapuzinern errichtete Klostergebäude am Altenteich um.
1866 vermachte der Notar Alexander Theodor Ahrweiler der Schule 230.000 Taler aus seinem Vermögen als zweckgebundene Spende. Diese „Ahrweiler-Stiftung“ sollte dann einmal den gesamten Schuletat decken; zunächst sorgte die Stiftung wohl auch dafür, dass endlich Pläne für ein neues Schulgebäude geschmiedet werden konnten, da der alte Klosterbau am Altenteich zu viele Mängel aufwies (es fehlten Aula, Turnhalle, Kunst- und Musiksaal). An der Ecke Schenkelstraße und Zehnthofstraße (wo heute das Gebäude der Sparkasse steht) erwarb man 1883 für 70.000 Mark ein 40 Ar großes Grundstück, auf welchem 1888–1891 das neue Schulhaus errichtet wurde.
Nur ein Bruchteil des Ahrweiler-Vermögens hat die Zeit bis heute überdauert. Denn durch die Inflation nach dem Ersten Weltkrieg konnte nur das in Immobilien investierte Vermögen gerettet werden. Heute dient die Stiftung der Unterstützung von Schülern bei Studienfahrten, falls die Kosten vom Elternhaus nicht übernommen werden können.
Das Stiftische Gymnasium konnte sich zwischen 1933 und 1945 der Beeinflussung durch den Nationalsozialismus nicht entziehen. Besonders umstritten war die Rolle des damaligen Schulleiters Alfons Keus.
Am 16. November 1944 wurde Düren durch alliierte Bomberstaffeln fast vollständig ausradiert: Düren war mit 96 % die am meisten zerstörte Stadt Deutschlands. Auch das noch relativ neue Schulgebäude an der Zehnthofstraße wurde komplett zerstört.
1946 nahm das Stiftische Gymnasium den Schulbetrieb mit einem Sonderlehrgang zur Erlangung der Hochschulreife wieder auf, allerdings noch in Behelfsgebäuden. Schulleiter war damals Wilhelm Kaspers. An den heutigen Ort, das neue Schulgebäude am Altenteich (Errichtung 1950–52), also in gewissem Sinne zurück an historische Stätte, zog die Schule 1952.
Der damalige Bürgermeister der Stadt Düren, Heinz Kotthaus, leitete als Direktor des Stiftischen Gymnasiums dessen Geschicke bis 1972. In seiner Amtszeit wurde 1965 das Oberstufengebäude eingeweiht. Aufgrund der wachsenden Schülerzahlen (in der Spitze bis zu 1250) wurden unter dem Schulleiter Helmut Katernberg (Amtszeit 1974–1998) im Zeitraum von 1976 bis 1980 insgesamt 12 sogenannte Schulpavillons vorübergehend errichtet. Gleichzeitig wurden Räumlichkeiten der benachbarten Peschschule für Unterrichtszwecke genutzt. Nach zähem politischen Ringen konnte schließlich der Bau eines Erweiterungsgebäudes in Teilen des Hoesch-Parks durchgesetzt werden. Der Neubau wurde 1996 eingeweiht und umfasst eine große Sporthalle, drei Kunsträume, die Schülerbibliothek sowie zehn naturwissenschaftliche Fach- und Sammlungsräume.
1999 erfolgte ein weiterer Schulleiterwechsel: Jürgen Pfaff leitete das „Stiftische“ bis zum 31. Juli 2014. In seine Amtszeit fiel der Wechsel von der neun- auf die achtjährige Schulzeit am Gymnasium, was die Einführung des offenen Ganztags- mit Mittagsbetreuung nach sich zog. Notwendig wurde u. a. die Errichtung eines Mensagebäudes, das 2012 im Bereich des Oberstufenschulhofs eingeweiht werden konnte und von den Schülern den Namen „Stifteria“ erhielt. Seit dem 1. August 2014 hat Jens Hildebrand die Leitung des Stiftischen Gymnasiums übernommen.
Bedingt durch den Wegfall der Jahrgangsstufe 13 im Rahmen von G8 hat die Schule im März 2015 insgesamt 875 Schüler, die von 62 Lehrern und acht Referendaren unterrichtet werden. Das Stiftische zeichnet sich u. a. durch ein ausgeprägtes Kulturprofil (Musikzweig, Theater- und Literaturaufführungen), das Angebot des Faches Latein als Anfangssprache und ein besonderes Engagement in den MINT-Fächern aus; 2014 wurde die Schule als „MINT-freundliche-Schule“ zertifiziert. In den Jahren 2017 und 2020 erfolgte jeweils eine erneute Zertifizierung.
Gemäß Ausweis der offiziellen Schulstatistik vom 15. Oktober 2021 hat das Stiftische Gymnasium aktuell 949 Schülerinnen und Schüler.
Seit dem 8. Dezember 2021 ist Ulrich Meyer Schulleiter des Stiftischen Gymnasiums. Er hatte diese Tätigkeit zuvor bereits kommissarisch ausgeübt.

## Persönlichkeiten
- Alexander Theodor Ahrweiler († 1868), Notar und Mäzen
- Martin Bojowald (* 1973), Abitur am Stiftischen Gymnasium 1992, Physiker
- Rolf Bierhoff (* 1938), Manager
- Victor H. Elbern (1918–2016), Kunsthistoriker
- Simon Ernst (* 1994), Abitur am Stiftischen Gymnasium 2013, Handballprofi und Europameister
- Otto Esser (1917–2004), BDA-Präsident von 1978 bis 1986
- Wilhelm Esser (1798–1854), Philosoph und Hochschullehrer, Schüler bis 1814
- Yannick Gerhardt (* 1994), Abitur am Stiftischen Gymnasium 2013, Fußballprofi
- Achim Goerres (* 1977), Abitur am Stiftischen Gymnasium 1997, Universitätsprofessor für Politikwissenschaft
- Hermann Gottfried (1929–2015), Glasmaler
- Ansgar Graw (* 1961), deutscher Journalist und Publizist
- Gerhard Ernst von Hamm (1692–1776), Rechtswissenschaftler und Hochschullehrer
- Rudolf Henke (* 1954), Internist, Politiker (CDU) und Präsident der Ärztekammer Nordrhein
- Claus Hertling (* 1966), Direktor der Fakultät für Finanzmathematik und Informatik an der Uni Mannheim
- Wilhelm Kaspers (1890–1961), Oberstudiendirektor am Stiftischen Gymnasium ab 1946
- Marcel Keller (* 1960), Abitur am Stiftischen Gymnasium, Bühnenbildner und Regisseur
- Ernst Kleinert (* 1952), Mathematiker
- Waldemar Kobus (* 1966), Abitur am Stiftischen Gymnasium 1986, Schauspieler
- Heinz Kotthaus (1917–1972), Leiter der Schule von 1963 bis 1972 und Oberbürgermeister der Stadt Düren von 1961 bis 1972
- Dieter Kühn (1935–2015), Abitur am Stiftischen Gymnasium (1955), Schriftsteller
- Rudolf Laubenthal (1886–1971), Opernsänger
- Michael Lentz (* 1964), Abitur am Stiftischen Gymnasium 1983, Schriftsteller, Lautpoet, Literaturwissenschaftler und Musiker
- Leonhard Meurer (1916–1991), katholischer Priester und Kunstsammler
- Dietrich Meyer (1939–2023), Manager
- Christoph Moritz (* 1990), Abitur am Stiftischen Gymnasium 2009, Fußballprofi
- Ralf Nolten (* 1964), Mitglied des Landtages NRW
- Florian Peil (* 1979), Abitur am Stiftischen Gymnasium 1999, Sänger der Bands Peilomat und Kasalla sowie Songwriter
- Roland Peil (* 1967), Abitur am Stiftischen Gymnasium 1986, Musiker
- Hans Salentin (1925–2009), Künstler
- Hubertus Schoeller (* 1942), Kunstsammler und Galerist
- Karl Schwering (1846–1925), Direktor von 1892 bis 1898
- Jost Stollmann (* 1955), Unternehmer
- Franz Anton Vaßen (1799–1891), Dechant und Ehrenbürger